# جون إنجل
جون إنجل (بالإنجليزية: John Ingle)‏ مواليد 07 مايو 1928 في تلسا، الولايات المتحدة - الوفاة 16 سبتمبر 2012 في لوس أنجلوس، هو ممثل أمريكي بدأ مسيرته الفنية سنة 1985. امتدت مسيرته الفنية لأكثر من 27 عاما.

## الأعمال
- هيذرز
- روبوكوب 2
- الموت أصبح هي
- باتمان وروبن
- رهينة
- ذا غولدن غيرلز
- نايت كورت
- المستشفى العام
- بوي ميتس ورلد
- أيام حياتنا
- المكتب

## روابط خارجية
- جون إنجل على موقع IMDb (الإنجليزية)
- جون إنجل على موقع ألو سيني (الفرنسية)
- جون إنجل على موقع تيرنر كلاسيك موفيز (الإنجليزية)
- جون إنجل على موقع أول موفي (الإنجليزية)
- جون إنجل على موقع قاعدة بيانات الأفلام السويدية (السويدية)
- جون إنجل على موقع قاعدة بيانات الفيلم (الإنجليزية)
- جون إنجل على موقع كينوبويسك (الروسية)